# Darel Poirier
Pour les articles homonymes, voir Poirier (homonymie).
Darel Poirier, né le 27 juin 1997 à Juvisy-sur-Orge en France, est un joueur français de basket-ball. Il évolue aux postes d'ailier fort et de pivot.

## Biographie
Darel Poirier a grandi en région parisienne (à Grigny). Il commence le basket-ball dans le club de l'US Alfortville. Avant de commencer sa carrière professionnelle, il passe trois ans au Centre fédéral de basket-ball. Il fait ses débuts dans les Mauges, à Cholet Basket puis est prêté pour une saison dans les Ardennes, à l'Étoile de Charleville-Mézières.
En octobre 2018, il se présente à la draft de la G League et est choisi en 7e position par le Charge de Canton mais ses droits sont ensuite envoyés au Go-Go de Capital City.
À la fin de la saison de G League, Poirier rejoint le Pallacanestro Reggiana, club italien de première division en avril 2019. Il quitte le club début mai en n'ayant disputé aucun match. L’été 2019, il participe a la Summer League NBA avec le San Antonio Spurs.
De retour en G-League pour la saison 2019-2020, il prend part à cinq rencontres des Bulls de Windy City.
À partir du mois de mai 2020, il utilise les installations de la JL Bourg pour effectuer sa réathlétisation après une opération des hanches. Un temps annoncé au club pour la saison suivante, les contacts semblent prendre fin à la fin du mois de juin. Le club lituanien du BC Prienai est alors intéressé par le jeune pivot. Le 21 juillet 2020, la JL Bourg annonce finalement avoir trouvé un accord avec le joueur pour une période d'essai d'un mois en vue de la saison 2020-2021 de Jeep Élite. Le 31 août, le club annonce mettre fin à l'accord après une période d’essai.
Il rebondit finalement le 11 octobre en Pro B en signant comme pigiste médical d'Antoine Wallez à l'ALM Évreux Basket. Cependant son aventure dans l'Eure tourne court au bout de quelques jours seulement à la suite de tests médicaux non concluants.
Au début du mois de janvier 2021, Poirier rejoint pour 3 mois le Charilaos Trikoupis Messolonghi (en) en première division grecque. Il quitte le club grec à la fin du mois de mars après avoir trouvé un accord avec la direction.
Le 17 avril 2021, il rejoint Le Mans Sarthe Basket en première division en tant que pigiste médical d'Alain Koffi.
Il fera un passage remarqué au Mans mais ne sera pas prolongé pour continuer l’aventure au club.
En août 2021, Poirier s'engage avec l'Estudiantes Madrid, club de deuxième division espagnole (LEB Oro). Le 16 décembre 2021 il est victime d’une rupture du tendon d’Achille qui le tiendra hors des terrains toute l’année 2022.
En janvier 2023, il est annoncé dans son club formateur (Cholet Basket) pour faire un retour en tant que pigiste médicale de Neal Sako.

## Clubs successifs
- 2017-2018 :  Étoile de Charleville-Mézières (Pro B)
- 2018-2019 :  Go-Go de Capital City (G League)
- 2019 :  Pallacanestro Reggiana (LegA)
- 2019-2020 :  Bulls de Windy City (G League) 5 matchs
- 2021 :  Charilaos Trikoupis Messolonghi (ESAKE)
- 2021 :  Le Mans SB (Pro A)
- 2021 :  Estudiantes Madrid (LEB Oro)
- 2023 :  Cholet Basket
- 2023 :  EB Pau-Lacq-Orthez

## Palmarès
- 3e du championnat d'Europe -20 ans 2017

Winner de la Copa Princesa avec l'Estudiantes de Madrid en 2021